# Andrés Martín
Andrés Martín García, né le 11 juillet 1999 à Aguadulce, est un footballeur espagnol  qui évolue au poste d'attaquant.

## Biographie

### En club
Auteur d'une première saison professionnelle remarquable avec le club de Cordoba en Liga 2, avec 32 matchs et 7 buts, son équipe finit néanmoins par être reléguée en 3e division nationale.
En 2019, il signe au Rayo Vallecano pour un transfert estimé à 2,5 millions d'euros. Cette vente n'est pas sans entraîner une controverse, en effet le Cordoba CF a vraisemblablement bradé le prix du joueur pour éponger des dettes et des retards dans le payement de ses salaires.
Avec le club de Madrid il effectue un début de saison remarqué en 2e division espagnole, qui lui vaut une sélection en équipe d'Espagne espoirs, où il joue avec de nombreux joueurs évoluant dans les plus grands clubs européens.

### En sélection
International espoir depuis 2019, il fait ses débuts le 6 septembre 2019 contre le Kazakhstan.

## Palmarès
Néant